# Statut juridique des chibanis
Chibani (au féminin chibania) signifie en arabe maghrébin « vieux, vieillard, vieil homme », ou « cheveux blancs ». 
Ces termes désignent en France les anciens travailleurs immigrés généralement maghrébins, mais également originaires d'Afrique subsaharienne, devenus retraités immigrés, mais aussi d'anciens soldats ayant servi au sein de l'armée française. Ils sont également parfois appelés vieux migrants ou immigrés âgés.
Ayant fait l'objet d'un statut particulier, les chibanis se trouvent souvent, au moment de leur retraite, lésés par rapport aux personnes de nationalité française ayant exercé le même emploi. Qualifiés à leur arrivée de « jeunes travailleurs, » on estime entre 800 000  et   850 000 les personnes relevant de ce « statut de précarité », dont 350 000 ont plus de soixante-cinq ans.

## État des lieux
À l'origine du statut des chibanis se trouve la rédaction des contrats de travail. Du fait de leur origine « non française », les travailleurs immigrés des Trente Glorieuses se voyaient proposer des contrats particuliers, ou enchaînaient les petits boulots ou les postes mal rémunérés.

## Sociologie
Les chibanis ont un statut ambivalent. Immigrés en France, il le sont parfois tout autant dans leur pays d'origine.
Ils sont souvent qualifiés d'« invisibles » ou d'« oubliés ». Et si parmi les 850 000 personnes considérées comme chibanis se trouvent 70 % de Maghrébins, des ressortissants d'Afrique subsaharienne — Sénégal et Mali principalement — ou de vieux Chinois complètent le tableau.
Il a été constaté que les demandes de naturalisation déposées par ces personnes avaient du mal à se concrétiser, quoique le nombre de naturalisation soit en augmentation en 2013.

## Reconnaissance de droits
Un combat pour la reconnaissance des droits des immigrés retraités s'est organisé. Qu'il s'agisse de collectifs ou d'associations, les premières démarches ont visé à apporter une aide aux chibanis, notamment dans les formalités administratives, puis vers un combat militant pour un rétablissement de droits à la retraite plus équilibré par rapport aux autres travailleurs.
Cela commence avec un rapport du Haut Conseil à l'intégration en 2004, qui proclame les chibanis « grands oubliés de l'intégration ». Les conclusions de ce rapport sont multiples — assouplissement de l'obligation de résidence continue, passant de neuf mois continus à six mois discontinus par an sur le territoire national français, suppression de la perte d'APL en cas d'occupation de logement inférieure à quatre mois, assouplissement des réductions de droits à la protection sociale en cas de retour au pays de par les droits accordés par la carte de séjour « retraité » — mais peu d'entre elles sont reprises dans la loi de 2007[Laquelle ?] pour l'aide à la réinsertion des vieux travailleurs maghrébins, portée par Jean-Louis Borloo, si ce n'est la réduction de durée minimale annuelle de résidence, et quelques facilités qui ne peuvent profiter qu'à 37 000 personnes ; en outre, les décrets d'application de cette loi se font attendre, jusque-là sans résultat.
Ne profitant pas des mêmes droits que leurs collègues d'origine française, les chibanis se sont même trouvés stigmatisés en 2011, désignés comme « populations à risque de fraude » dans le cadre des politiques de rigueur. Il est également noté que les chibanis semblent souffrir davantage de maladies professionnelles que les autres personnes de leur génération.
Ayant souffert d'un statut d'oubliés, les chibanis sont l'objet de démarches étatiques pour les « rétablir dans leur droit », dans le cadre d'une « mission d'information sur les immigrés âgés » constituée par l'Assemblée nationale le 16 janvier 2013, présidée par Denis Jacquat et ayant pour rapporteur Alexis Bachelay déclinée à différents échelons locaux. Les conditions de vie des chibanis sont souvent difficiles : ne bénéficiant pas toujours de la nationalité française, demeurés éloignés de leur famille restée au pays et n'ayant pas émis le souhait du rapprochement familial, les faibles revenus de leur retraite minime contraignent nombre d'entre eux à demeurer dans le foyer de travailleurs migrants de l'ex-SONACOTRA qui les avait accueillis à leur arrivée, parfois cinquante ans plus tôt,.
Le rapport, initialement attendu pour fin avril 2013, a été rendu le 2 juillet 2013. La mission de l'Assemblée nationale a examiné les conditions de vie des chibanis, leurs conditions d'accès aux droits sociaux, aux soins et au logement, et plus généralement les conditions de leur intégration, notamment au travers d'entretiens avec associations et institutions, bailleurs et acteurs publics et privés. Devant rechercher les solutions et réponses à apporter aux problèmes posés par la situation précaire des chibanis et chibanias, le rapport se conclut par quatre-vingt-deux propositions et devrait déboucher soit sur une proposition de loi, soit sur un décret pouvant porter sur l'application de la loi no 2007-290 du 5 mars 2007 instituant le droit au logement opposable (loi DALO).
Parmi les pistes initialement proposées, l'acquisition automatique de la nationalité française après vingt-cinq ans passés sur le territoire national, l'extension des droits à la retraite aux personnes ayant quitté le territoire national, l'insertion dans les programmes scolaires du rôle de la main-d'œuvre immigrée dans l'industrialisation de la France après la Seconde Guerre mondiale, la création de lieux de mémoire ou de carrés musulmans dans les cimetières.
Dans le rapport parlementaire, l'accès facilité à la nationalité française est évoqué, sans toutefois obtenir un caractère automatique, avec la mise en place d'une carte de résident permanent, dont la délivrance a été facilitée par la circulaire du 25 juin 2013. Le rapport évoque également la création d'une nouvelle « aide au retour », dénommée « aide à la réinsertion familiale et sociale ou ARFS », en contrepartie d'une renonciation à l'APL et à l'ASPA, mais peut-être également au prix de la perte de la couverture santé en France.
En janvier 2014, l'Assemblée nationale vote en seconde lecture la loi ALUR de Cécile Duflot sur l’accès au logement dans laquelle deux amendements déposés par Alexis Bachelay modifient le fonctionnement des foyers Adoma (respect du caractère privé du logement et droit de visite), alors que le Sénat adopte le projet de loi sur la ville dans lequel sont insérés deux amendements déposés par François Lamy à la loi DALO pour permettre de publier les décrets établissant l’aide à la réinsertion familiale et sociale des anciens migrants dans leur pays d'origine, afin de permettre aux « vieux migrants » de pouvoir résider dans leur pays d’origine s’ils le souhaitent, sans perdre pour autant leur allocation vieillesse.
Enfin, l'article 21-13-1 du code civil a prévu en effet un nouveau mécanisme d’acquisition de la nationalité française à raison de la qualité d’ascendant de Français. Il est ouvert aux « personnes qui, âgées de soixante-cinq ans au moins, résident régulièrement et habituellement en France depuis au moins vingt-cinq ans et sont les ascendants directs d’un ressortissant français ». La déclaration de nationalité française doit être déposée auprès du ministre chargé des naturalisations. Ce dernier dispose d’un délai d’un an pour s’y opposer. La nationalité française peut être refusée, conformément à l’article 21-4 du code civil pour indignité, défaut d’assimilation, ou polygamie.
Ce mécanisme a été précisé par le décret no 2016-872 du 29 juin 2016 relatif aux modalités de réception et d’instruction des déclarations de nationalité souscrites en application des articles 21-2, 21-13-1 ou 21-13-2 du code civil.

### Cas de la SNCF
Dans le cas de la SNCF, dans une procédure engagée depuis 2001 devant les prud'hommes, près de 900 anciens employés, presque tous d'origine marocaine dont beaucoup en retraite, tentent de faire valoir leurs droits contre la SNCF pour dénoncer les multiples discriminations dont ils ont été victimes toute leur carrière. Ainsi, au lieu d'être rattachés à la convention collective du chemin de fer, ces cheminots de la SNCF, parce qu’exerçant effectivement des métiers de cheminots, se sont retrouvés rattachés à la convention collective de la métallurgie, aux conditions moins avantageuses et ne leur permettant pas, par exemple, de prétendre à l'égalité en matière de retraite, ils travaillent sept ans de plus.
Dans les années 1970, les contrats de travail sont rédigés selon le « statut PS 25 », qui stipule l'égalité de rémunération et le même régime de travail, issu des conventions de main-d’œuvre existant entre le Maroc et l'ONCF marocain d'une part et la France d'autre part. Plus de 2 000 travailleurs viennent donc en France avec un statut de cheminot, gérés par un contrat de droit privé, ce qui les a condamnés à garder un statut de contractuel, sans pouvoir prétendre à devenir jamais des cadres permanents, à cause de l'annexe A1 du « statut PS 25 », dont les chibanis de la SNCF dépendent. Cette annexe A1 leur interdit d'évoluer dans leurs métiers respectifs, si bien que majorité des plaignants n'ont pas eu d'évolution de carrière, et de salaire par conséquent.
Pour la partie plaignante, il s'agit d'une discrimination, alors que la SNCF invoque la prescription. Leur avocate, Clélie de Lesquen-Jonas, estime entre 300  et   450 000 euros le préjudice subi par ses clients, qui n'ont connu aucune évolution de carrière, qui ont eu une couverture sociale largement inférieur à celle de leurs collègues, et leur pension de retraite, largement inférieure à celle de leurs collègues. Ceci en comparaison avec leurs collègues cheminots français, soit un préjudice global de plus de 300 millions d'euros pour le groupe de plus de 900 plaignants.
La procédure promet d'être longue, les démarches entreprises hors contentieux par SUD Rail dans les années 2005-2006 avaient au moins permis un départ à la retraite à soixante ans pour deux tiers des cheminots marocains concernés. Mais cet accord avait été validé sur la base d'un vote en assemblée générale par les personnes concernées à la bourse du travail de Paris, en présence des syndicats SUD Rail et FO. En cas de rejet de la demande d'indemnisation, SUD Rail accompagnera les chibanis de la SNCF, jusqu’à la Cour européenne des droits de l'homme si nécessaire.
Le 21 septembre 2015, le conseil des prud'hommes de Paris condamne la SNCF pour discrimination dans neuf cas sur dix parmi les quelque 832 plaintes déposées ; l'indemnité unitaire s'élève entre 150 000  et   240 000 €, portée à 400 000 € avec les dommages et intérêts, soit un total de l'ordre de 170 millions d'euros. La SNCF fait appel de cette décision le 23 novembre, contestant la validité des « fondements juridiques » de la décision. L'appel étant suspensif, il bloque le versement des indemnités, allongeant ainsi encore la durée de traitement juridique de ce dossier.
Le procès en appel est organisé les 15 et 16 mai 2017 au Palais de justice de Paris. L'avocate des plaignants dénonce « un système de discrimination orchestrée historiquement » et réclame pour les 800 chibanis un total de 628 millions d’euros contre 330 millions d’euros en 2015. Le délibéré est fixé au 31 janvier 2018. La cour d’appel de Paris confirme la condamnation de la SNCF considérant que les plaignants avaient été discriminés en raison de leur nationalité étrangère, tout au long de leur carrière. La SNCF renonce en avril 2018 à se pourvoir en cassation ; elle a été condamnée par la Cour d’appel de Paris pour discrimination en raison de leur nationalité à l’encontre de ces anciens cheminots marocains dont nombre ont été depuis naturalisés. Ces cheminots se sont vus attribuer des dommages et intérêts supérieurs à ceux qu’ils avaient obtenus en première instance, incluant un préjudice de carrière, un préjudice de retraite évalué à la hausse, un préjudice lié à l’absence de formation et un préjudice moral pour absence de diligence de l’employeur dans le traitement du dossier.
Dans ce dossier, le Défenseur des droits s’était prononcé, le 21 juillet 2016, par sa décision MLD 2016-188, sur la situation collective de plusieurs centaines de cheminots de nationalité étrangère embauchés dans les années 1970 sous un statut particulier par la SNCF. Ces agents avaient été exclus du « cadre permanent » dont l’accès était toujours réservé aux personnes de nationalité française. Le Défenseur des droits avait présenté ses observations devant la Cour d'appel de Paris.

## Cas similaires à l'étranger

### Australie
Une étude menée en 2011 en Australie par le « National Seniors Australia Productive Ageing Centre » met en évidence un autre aspect des difficultés et discriminations dont sont victimes les vieux immigrés ou « aged migrants ». Le rapport intitulé The Ageing Experience of Australians from Migrant Backgrounds montre que ceux-ci, en particulier les femmes, rencontrent de nombreuses difficultés avec la pratique de la langue en usage dans l'administration. Dans un pays où une personne de plus de cinquante ans sur cinq est née dans un pays où l'anglais n'est pas la langue maternelle, les « culturally and linguistically diverse » ou CALD sont facilement victime de désocialisation, ces personnes rencontrant des problèmes pour répondre aux enquêtes ou pour faire les demandes d'aides auxquelles elles ont normalement droit. La même menace d'« invisibilité » est mise en évidence dans le rapport.

### Pays-Bas
Au Maroc en 2013, on dénonce la décision prise par l'État néerlandais de diminuer de 40 % les pensions versées aux veuves et orphelins de travailleurs marocains. L'ODT indique que cette décision est prise en violation de l'accord de partenariat entre le Maroc et l'Union européenne.

## Dans la culture
Une fresque de l'artiste Vince représentant Mohand Dendoune, père du journaliste Nadir Dendoune, ajustant sa cravate, à côté de l'inscription chibani, est visible sur une façade porte de Châtillon à Malakoff, à l'angle de la rue de la Tour. La fresque s'inspire d'une photographie de 2010 de Jérôme Bonnet, cliché obtenant le troisième prix du World Press Photo of the Year de 2010.
En 2014, le groupe Zebda  chante Les Chibanis, deuxième extrait de leur album Comme des Cherokees. Cette chanson est mise en images par Rachid Oujdi à partir du film documentaire Perdus entre deux rives, les Chibanis oubliés. Ce vidéoclip est donc l'histoire d'une rencontre entre le groupe toulousain et le réalisateur. Ils ont ainsi partagé une envie commune de rendre hommage à ces oubliés des Trente Glorieuses.
Le 24 juin 2017, sur le parvis de la gare de Villetaneuse-Université, la Ville inaugure trois statues parlantes en bronze au poing levé, un enfant métis, une descendante d'esclave et un chibani, afin d'« honorer ceux qui ont combattu les discriminations et les injustices ».

### Vidéographie
- [vidéo] Perdus entre deux rives, les Chibanis oubliés, de Rachid  Oujdi, de Comic Strip Production, 2014, 52 min [présentation en ligne]. Film documentaire, diffusé le 4 (et rediffusé 9 juillet) 2014 sur France 3. Sur la chaine LCP en janvier et février 2015. Sur la chaine marocaine 2M & 2M Monde en mai 2015.
- [vidéo] « Les Chibanis », sur YouTube, chanson du groupe Zebda, extrait de son album Comme des Cherokees sorti en 2014. Clip réalisé par Rachid Oujdi à partir des images du documentaire précédent.